# Армянский бастион
Армянский бастион — фортификационное сооружение в городе Каменец-Подольский, возведённое и обслуживаемое армянским населением города. Защищал один из трёх (наиболее опасный) въездов в город. Сооружён ранее XVI века.

## История
Армяне в городе Каменец-Подольский по разным данным поселились в XI—XIII веке. В XVII веке в городе уже насчитывалось 1200 семей армян. Составляя значительную часть населения города Каменец-Подольский, армяне были вовлечены в его культурную, экономическую и военную жизнь. Помимо участия в обороне города, армянская община принимала участие в сооружении и обслуживании крепостных стен города. Часть укреплений, под названием «Армянский бастион», сохранились до наших дней. Точное время постройки бастиона не известно. Известно лишь, что он был возведён ранее XVI века. Расположен «Армянский бастион» на третьей от Крепостного моста террасе, доминирующей над западной, мысовой частью Старого города. Бастион в начале XVII века был уже сильно разрушен. Работы по его восстановлению и модернизации проведены в конце XVII века. В 30-х годах XVIII века на «Армянском бастионе» были устроены деревоземляные брустверы, вскоре военным инженером К. Дальке, были перестроены в камне. Последняя перестройка его верхней части была проведена в 60-х годах XVIII века. Относится сооружение к классу ранних бастионов — небольших, с тупым исходящим углом. Возведён из камня и поставлен на скальные уступы. В плане представляет собой шестигранник, открытый с восточной и городской стороны. Наружные плоскости решены с положительным уклоном. Внутреннее пространство засыпано. Высота стен переменная (максимальная 12 метров от скального основания с западной стороны). В общей системе фортификации города «Армянский бастион» был одним из главных звеньев обороны, поскольку защищал один из трёх (наиболее опасный) въездов в город
В 1969 году в «Армянском бастионе» были проведены консервационные работы

## Галерея

Городские ворота и армянский бастион
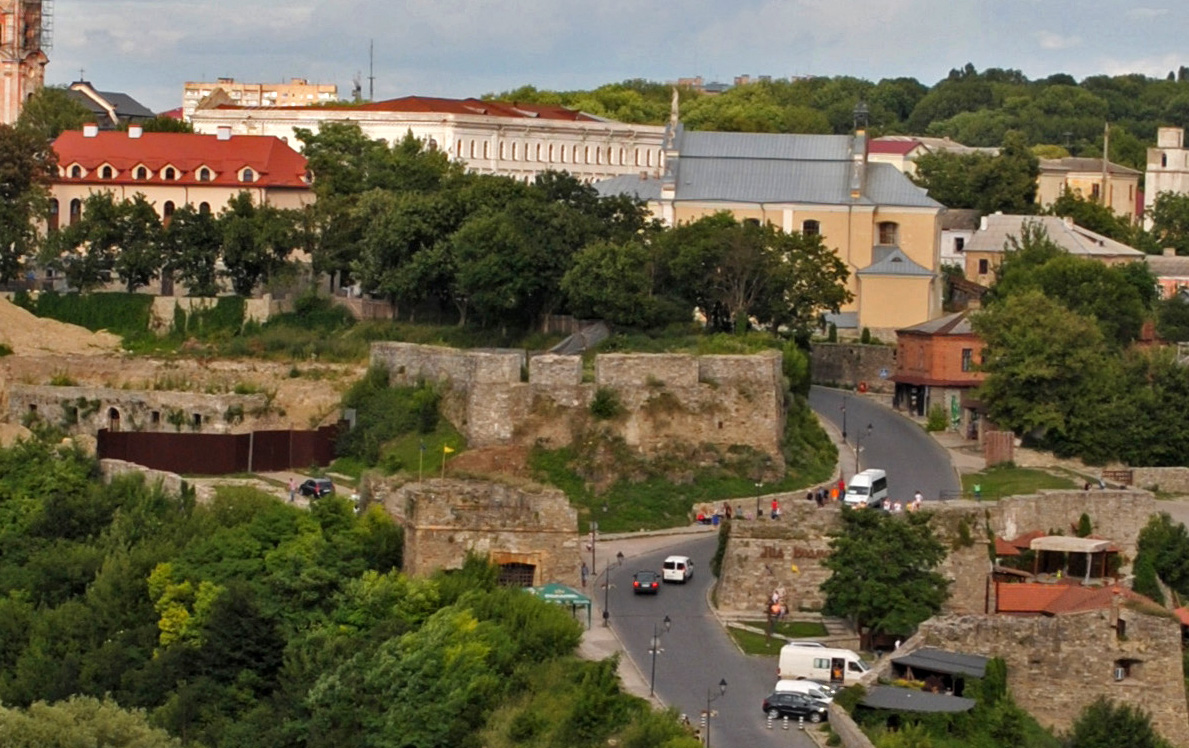
Общий вид